# Parafia św. Wita w Niwie
Parafia św. Wita w Niwie znajduje się w dekanacie polanickim w diecezji świdnickiej. 
Była erygowana w XIV w. 

Jej proboszczem jest ks. Robert Krupa.  